# QQ Music
QQ Music (en chino: QQ 音乐) es uno de los tres servicios de transmisión de música freemium chinos propiedad de Tencent Music, una empresa conjunta entre Tencent y Spotify. A partir de 2018, el servicio llegó a tener más de 700 millones de usuarios con un estimado de 120 millones de suscriptores. Actualmente sobrepasa los 900 millones de usuarios.
El servicio en 2016 se fusionó con China Music Corporation, propietarios del segundo y tercer servicio de transmisión más grande conocido como KuGou y Kuwo respectivamente. Con esta fusión, QQ Music tiene actualmente una participación del 15% del mercado chino de música en línea. Fuera de la transmisión, el servicio aprovecha su marca para el público a través de los premios anuales QQ Music Awards.

## Servicio empresarial
QQ Music opera bajo un modelo de negocio freemium en el que los servicios básicos son gratuitos mientras que las funciones mejoradas están disponibles mediante suscripción. Sin embargo, a diferencia del servicio de suscripción similar Spotify, los sellos tienen la capacidad de restringir su contenido para que se restrinja a los usuarios suscriptores (conocidos como VIP o diamantes verdes) o se puedan comprar en su sitio web, que generalmente cuesta entre 19 y 20 yuanes, los artistas que usan esta estrategia incluyen a Noah Cyrus, Ariana Grande y Taylor Swift en los que ciertos álbumes están restringidos a la compra únicamente. QQ Music generalmente anima a los usuarios a comprar su servicio de suscripción VIP.

### Cuentas y suscripciones
A partir de marzo de 2020, QQ Music ofrece tres tipos de suscripción.
| Tipo            | Móvil y desktop escuchando                     | Calidad de sonido            | Escucha off-line                          | En el extranjero escuchando | Purchasable Música | Customisation Y temas (característica móvil) |
| --------------- | ---------------------------------------------- | ---------------------------- | ----------------------------------------- | --------------------------- | ------------------ | -------------------------------------------- |
| QQ Free music   | Algunas canciones.                             | 128kbps streaming.           | Algunas canciones                         | Núm                         | Núm                | Núm                                          |
| QQ VIP music    | Todas las canciones (excluye música adquirida) | Hasta SQ lossless streaming. | Hasta 300 canciones descargables por mes. | Sí                          | Sí                 | Sí (#ninguno temas de Lujo)                  |
| QQ Luxury music | Todas las canciones (excluye música adquirida) | Hasta SQ lossless streaming. | Hasta 500 canciones descargables por mes. | Sí                          | Sí                 | Sí                                           |

### Limitaciones de escuchas
QQ Music solo opera en China; sin embargo, durante un período de tiempo incierto, el servicio gratuito estuvo disponible gratuitamente para su uso en todo el mundo y muchos usuarios internacionales utilizaron el servicio para eludir servicios pagos como Apple Music o Spotify. En 2016, para fortalecer las restricciones de derechos de autor, QQ Music bloqueó a los usuarios internacionales, y los usuarios en el extranjero generalmente recibirán un error al intentar reproducir música como esta: '抱歉 ， 应 版权 方 要求 ， 暂 无法 在 当前 国家 或 地区 提供 此 歌曲服务 '(Lo sentimos, esta canción no está disponible en el país o región actual a petición del propietario de los derechos de autor). 
En 2017, Alibaba Music y Tencent Music llegaron a un acuerdo para colaborar en los derechos de autor de la música, lo que permitió al servicio de Alibaba Music Xiami y QQ Music compartir acuerdos exclusivos de derechos de autor. Sin embargo, Alibaba Music tiene derechos exclusivos sobre ciertos lanzamientos coreanos de SM Entertainment (como Luna, EXO, EXO-CBX, Girls 'Generation), lo que significa que QQ Music y los usuarios de otros servicios de la competencia no podrán transmitir estas canciones. Los derechos de la música de SM Entertainment fueron devueltos como una entidad compartida a QQ Music cuando Tencent Music Entertainment y SM Entertainment firmaron un acuerdo en 2019.

### Descargas
Las descargas en QQ Music están limitadas a algunas canciones para usuarios gratuitos. Las etiquetas pueden controlar si los usuarios gratuitos pueden descargar sus canciones en el plan gratuito o restringir la descarga al plan VIP. Las descargas del plan gratuito están protegidas por DRM tanto en computadoras de escritorio como en dispositivos móviles, mientras que las descargas VIP están libres de DRM en computadoras de escritorio, pero aún están protegidas en plataformas móviles. Al comprar un álbum, un usuario tiene derecho automáticamente al álbum y, por lo tanto, incluso si finaliza una suscripción VIP, el usuario aún puede escuchar las canciones que compró de forma gratuita.

### Información técnica
QQ Music es propietario y generalmente utiliza protección de administración de derechos digitales (DRM)
Las transmisiones y descargas están en dos formatos, el sistema de archivos multimedia MP3 se utiliza para transmisiones y descargas de calidad estándar a 128 kbit / sy 320 kbit / s para alta calidad (abreviado como HQ en China). El sistema de archivos multimedia FLAC se utiliza para transmisiones y descargas de SQ. Las transmisiones y descargas de HQ y SQ solo están disponibles para los planes VIP y Luxury. Las transmisiones SQ no están disponibles en el reproductor web QQMusic.
QQ Music también se conecta a la aplicación Music en los sistemas iOS y permite a los usuarios combinar su biblioteca de archivos locales con su biblioteca QQ Music a través de la sección de descargas de la aplicación. Dicha característica también funciona en la aplicación de escritorio donde la aplicación QQ Music buscará archivos de música locales y permitirá a los usuarios reproducirlos a través de la aplicación.

## Prohibición en India
En junio de 2020, el gobierno de India prohibió QQ Music con otras 58 aplicaciones de origen chino aludiendo  problemas de privacidad y datos. Las tensiones fronterizas en 2020 entre India y China también podrían haber influido en la prohibición.